# Wasyl Tacij
Wasyl Jakowycz Tacij (ukr. Васи́ль Я́кович Таці́й, ros. Василий Яковлевич Таций, ur. 13 stycznia 1940 w Połtawie, zm. 28 września 2022) – ukraiński prawnik, Bohater Ukrainy (2004).

## Życiorys
Od 1960 był członkiem KPZR, w 1963 ukończył Charkowski Instytut Prawny im. Dzierżyńskiego, 1964-1966 pracował w prokuraturze obwodu połtawskiego. Od 1966 pracował jako wykładowca, został doktorem nauk prawnych, później profesorem, od 1987 do rozpadu ZSRR był rektorem Charkowskiego Instytutu Prawnego im. Dzierżyńskiego, jednocześnie w latach 1990-1991 członkiem KC KPZR. Później rektor Narodowego Uniwersytetu Prawnego im. Jarosława Mądrego, od 1993 prezydent i akademik Narodowej Akademii Nauk Prawniczych Ukrainy.

## Odznaczenia
- Order Państwa Bohatera Ukrainy (2004)
- Order „Za Zasługi” I klasy (2012)
- Order „Za Zasługi” II klasy (2000)
- Order Księcia Jarosława Mądrego II klasy (2015)
- Order Księcia Jarosława Mądrego III klasy (2009)
- Order Księcia Jarosława Mądrego IV klasy (1998)
- Order Księcia Jarosława Mądrego V klasy (1995)
- Order „Znak Honoru” (1981)

I medale.